# Pseudopoda marsupia
Pseudopoda marsupia là một loài nhện trong họ Sparassidae.
Loài này thuộc chi Pseudopoda. Pseudopoda marsupia được Jia-Fu Wang miêu tả năm 1991.